# La Bionda (groupe)
Pour les articles homonymes, voir La Bionda.
La Bionda (autrefois D.D. Sound) est un groupe italien de disco, originaire de Catane, en Sicile, actif entre 1973 et 2022. Il est formé par les frères Carmelo et Michelangelo La Bionda, qui sont considérés comme les pères de l'Italo disco. Le décès de Carmelo en novembre 2022 (d'un cancer) marque officiellement la fin du groupe.
Durant leur carrière, les frères La Bionda ont aussi réalisé des bandes son de films (notamment pour Bud Spencer et Terence Hill).

## Histoire
Originaires de Catane , Sicile, les deux frères grandissent dans un quartier populaire de Milan où la famille s'était installée en 1954, et commencent à écrire des chansons en 1970, poussé par le label discographique Ricordi. Les frères La Bionda ont collaboré avec Mia Martini, avec Piccolo Uomo avec Dario Baldan Bembo et Bruno Lauzi. En quelques années, ils ont réussi à s'imposer comme compositeurs, artistes, producteurs de disques (Amanda Lear) et éditeurs sur la scène musicale internationale. En 1972, ils sortent leur premier album, Fratelli La Bionda Srl. Leur premier album date de 1977, sous le nom de scène D.D. Sound. La chanson Disco Bass, devient le générique de l'un des programmes les plus populaires de la télévision italienne, La Domenica Sportiva. En 1978, leur titre  One for You, One for Me est utilisé à l'époque pour le spot publicitaire Régilait.
En 1980, sort  I Wanna Be Your Lover, considérée comme la première chanson pop électronique puis est produit le groupe Righeira avec la sortie en 1983 de  Vamos A La Playa.
Michelangelo La Bionda est l'auteur de la version italienne de la chanson My Heart Will Go On, thème du film Titanic, dans la version de Sarah Brightman, et du thème du film Pearl Harbor. En février 2012, ils écrivent la musique originale du défilé de Lorenzo Riva pour la semaine de la mode du prêt-à-porter. En juin 2012, ils réalisent la musique de la publicité Fiat Gamma 1 €, toujours avec 1, 2, 3, 4... Gimme Some More.
En 2013, ils sortent un nouveau album en Europe sous le nom de La Bionda featuring Zilla Come Back to My Life avec le label néerlandais Red Bullet. Dans la foulée du festival de Sanremo 2014, ils rencontrent Paolo Nutini, leur admirateur déclaré, avec qui ils travaillent sur un projet commun. Dès 2011, Carmelo La Bionda se consacre principalement à l'écriture de bandes originales. En 2016, il réalise la bande-annonce du film italien : Il missionario - La preghiera come unica arma de Marcelo Torcida pour Dominus Production. Tandis que Michelangelo gère les activités de leur maison d'édition et l'exploitation sur les plateformes numériques des nombreuses productions de La Bionda. Il est membre du conseil d'arbitrage de l'Associazione fonografici italiani (AFI).
À l'été 2019, ils écrivent Formentera, une production à laquelle participe Johnson Righeira. En 2021, ils participent à l'émission Oggi è un altro giorno sur la chaîne de télévisionRai 1, dans laquelle Serena Bortone leur consacre un long espace, retraçant les étapes les plus marquantes de leurs 50 ans de carrière professionnelle. Carmelo La Bionda décède d'un cancer le 5 novembre 2022, à l'âge de 73 ans,. Sa disparition signe la fin du groupe la même année.

## Discographie

### Albums studio
- 1975 : Tutto va bene
- 1978 : La Bionda (5e en Italie[6], 10e en Allemagne, 19e en Autriche[7])
- 1979 : Bandido  (6e en Italie[6])
- 1979 : High Energy  (11e en Italie[6])
- 1980 : I Wanna Be Your Lover
- 1998 : In Beatween

### Singles
- 1973 : Chi
- 1977 : Prisoner
- 1978 : There for Me
- 1978 : One for You, One for Me (2e en Allemagne[7], 3e en Suisse[7], 5e en Autriche[7], 9e en Italie[6], 54e au Royaume-Uni[7])
- 1978 : Baby Make Love (15e en Italie[6])
- 1979 : I Got Your Number
- 1979 : Disco Roller (7e en Suisse[7], 15e en Autriche[7], 18e en Allemagne[7], 25e en Italie[6])
- 1979 : Bandido (13e en Italie[6])
- 1979 : Never Gonna Let You Go
- 1979 : I Wanna Be Your Lover (17e en Italie[6])
- 1981 : Boxes
- 1981 : You´re so Fine
- 1982 : Sandstorm
- 1994 : 1 for U, One X Me
- 1998 : Eeah Dada (feat. Sandra Gunn & D. D. Klein)
- 1998 : Ee-Ah Da-Da (Cuba Cuba Cuba)
- 2001 : Survivor's Theme
- 2013 : Come Back to My Life (feat. Zilla)

### Bandes son
- 1980 : Un drôle de flic (Poliziotto superpiù) de Sergio Corbucci
- 1981 : Salut l'ami, adieu le trésor (Chi trova un amico trova un tesoro) de Sergio Corbucci
- 1982 : Bello mio, bellezza mia de Sergio Corbucci
- 1983 : Escroc, Macho et Gigolo (Cane e gatto) de Bruno Corbucci
- 1983 : Questo e quello de Sergio Corbucci
- 1984 : A tu per tu de Sergio Corbucci
- 1985 : Les Super-flics de Miami (Miami Supercops - I poliziotti dell'8ª strada) de Sergio Corbucci
- 1987 : Roba da ricchi de Sergio Corbucci
- 1987 : L'estate sta finendo de Bruno Cortini
- 1991 : Dedra in sogno
- 1995 : Ragazzi della notte de Jerry Calà
- 1997 : Cyberflic (Potenza virtuale) de Antonio Margheriti
- 1999 : L'ispettore Giusti (série télévisée de Sergio Martino)
- 2001 : Survivor (émission de télévision)

### Sous le nom de «D.D. Sound»
- 1977 : Burning Love (album)
- 1977 : 1, 2, 3, 4… Gimme Some More! (album) (8e en Italie[6])
- 1977 : Disco Bass/(Instrumental) (Baby Records, vinyle single) (6e en Italie[6])
- 1977 : Burning Love/Shopping Baby (Baby Records, vinyle single)
- 1977 : 1, 2, 3, 4... Gimme Some More/We Like It (Baby Records, vinyle single) (6e en Italie[6], 12e en Autriche[7])
- 1978 : Hawaii Calls Me Home/Sweet freedom (Baby Records, vinyle single)
- 1978 : She's Not a Disco Lady/Café (Baby Records, vinyle single) (4e en Italie[6])
- 1978 : Cafè (album)
- 1979 : The Hootchie Cootchie (album)  (21e en Italie[6])
- 1979 : The Hootchie Cootchie (Huci-Cuci)/(Instrumental) (Baby Records, vinyle single) (17e en Italie2e en Allemagne[6])
- 1981 : Wake Up in the Night/The Night They Invented Disco (Baby Records, vinyle single)